# هومنتمن
يجب التمييز بين نادي هومنتمن، والنادي الرياضي الأرمني هومنمن

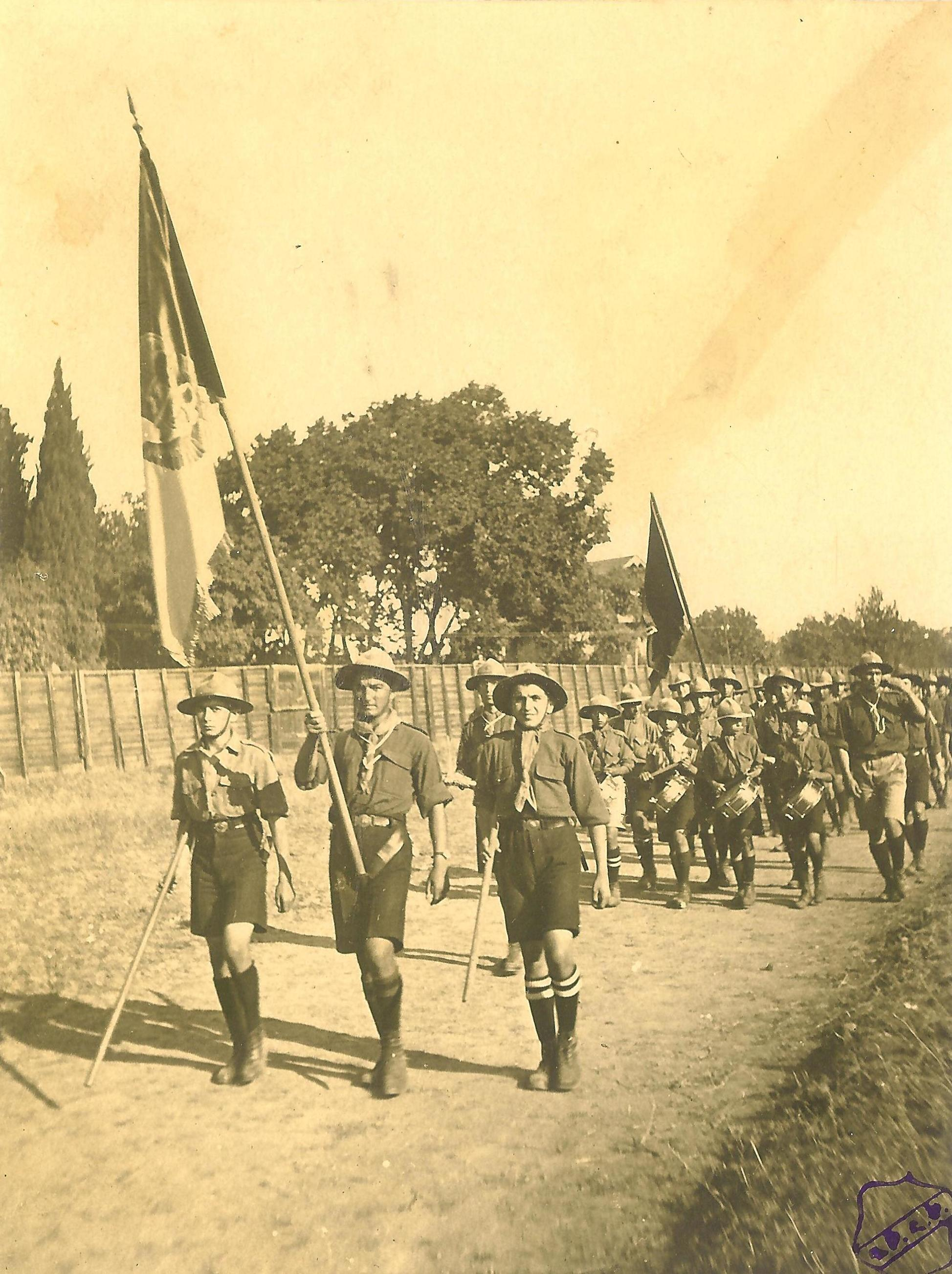
أول موكب لكشافة هومنتمن في القسطنطينية (1918).

هومنتمن (بالأحرف اللاتينية Homenetmen بالأرمنية (.Հայ Մարմնակրթական Ընդհանուր Միութիւն (Հ.Մ.Ը.Մ أي «الاتحاد الأرمني العام للتربية البدنية») والمعروف أيضاً بـ«نادي الهومنتمن» جمعية رياضية وكشفية أرمنية عامة لها وجود على مدى الانتشار الأرمني في العالم.
تأسست الجمعية عام 1918 في إسطنبول، تركيا وانتشرت الفروع في كل أنحاء العالم حيث الانتشار الأرمني، مع فروع عديدة في الكثير من الدول العربية (لبنان، سوريا، العراق، الأردن وفلسطين والكويت ومصر) بالإضافة إلى العديد من بلدان أوروبا وأميركا الشمالية والجنوبية وفي أستراليا.
البرنامج الرياضي للهومنتمن يتضمن العديد من الرياضات الجماعية والفردية، أهمها كرة القدم والسلة والطائرة والطاولة وألعاب القوى والدراجات. وفريق «هومنتمن بيروت» لكرة القدم حاز 7 مرات على بطولة الدوري اللبناني أعوام 1944، 1946، 1948، 1951، 1955، 1963 و1969.

## طالع
نادي الهومنمن بيروت

## وصلات خارجية
- الموقع العام لهومنتمن
- موقع هومنتمن لبنان